# Jackson C. Frank
Jackson Carey Frank (* 2. März 1943 in Buffalo, New York; † 3. März 1999 in Great Barrington, Massachusetts) war ein US-amerikanischer Folkmusiker. Obwohl er nur ein einziges Album veröffentlichte und keinen größeren kommerziellen Erfolg erzielte, beeinflusste er einige namhafte Singer-Songwriter wie Paul Simon, Sandy Denny und Nick Drake.

## Biografie
Als Jackson Frank 11 Jahre alt war, explodierte in seiner Schule in Cheektowaga, New York, ein Ofen. Fünfzehn seiner Mitschüler kamen bei dem Brand ums Leben, Frank erlitt Verbrennungen an über 50 % seiner Körperoberfläche. Während seines Krankenhausaufenthalts bekam Frank von einem Lehrer eine Gitarre geschenkt. Als Frank 13 war, reiste seine Mutter mit ihm zu seinem Idol Elvis Presley nach Graceland. Mit 16 trat er in der Gegend um Buffalo als Rock’n’Roll-Musiker auf. Er besuchte das Gettysburg College, doch mit 21 Jahren erhielt er eine Entschädigung von über 100.000 $, die ihm erlaubte, zunächst nach Toronto, dann nach England zu reisen, wo er in die aufblühende Folkszene eintauchte.
1965 erschien sein einziges Album Jackson C. Frank, produziert von Paul Simon. Der bekannteste Song des Albums, Blues Run the Game, wurde vielfach gecovert, unter anderem von Simon and Garfunkel, Jon Mark, Wizz Jones, den Counting Crows, John Mayer, Mark Lanegan, den Headless Heroes, Colin Meloy, Bert Jansch, Eddi Reader, Laura Marling und Robin Pecknold („White Antelope“); Nick Drake nahm das Stück zu Hause auf. Ein anderer Song, Milk and Honey, war Teil des Soundtracks von The Brown Bunny, einem Film von Vincent Gallo, und wurde unter anderem auch von Fairport Convention, Nick Drake und Sandy Denny aufgenommen. Mit Sandy Denny hatte Frank ein Verhältnis; er überzeugte sie, ihren Beruf als Krankenschwester aufzugeben und sich ganz der Musik zu widmen.
1966 zeigten sich erste Anzeichen psychischer Probleme. Die Entschädigung war aufgebraucht und Frank beschloss, nach Amerika zurückzukehren. Als er 1968 noch einmal nach England kam, waren die Folgen seiner Depression deutlich sichtbar. In den Staaten lebte er in Woodstock. Er heiratete Elaine Sedgwick, ein Ex-Model aus England; sie bekamen einen Sohn und eine Tochter. Als der Sohn an Mukoviszidose starb und die Ehe zerbrach, verschlimmerte sich Franks Depression. Er kam in eine geschlossene Anstalt. In den frühen 1970ern bat er Freunde um Hilfe. 1975 erschien ein Artikel über Jackson Frank im Melody Maker, sein Album wurde 1978 wieder veröffentlicht.
Anfang der 1980er lebte Frank bei seinen Eltern in Elma, New York. 1984 verschwand er. Er war nach New York gegangen, um Paul Simon zu finden, und endete auf der Straße. Mehrfach war er wegen Schizophrenie in geschlossenen Anstalten. Anfang der 1990er fand ihn Jim Abbott, ein Fan aus der Gegend von Woodstock. Er organisierte Franks Rückkehr nach Woodstock, wo er in einem Heim unterkommen sollte. Während Frank auf einer Bank in Queens wartete, wurde er mit einem Luftgewehr angeschossen und am linken Auge getroffen, auf dem er daraufhin erblindete.
In Woodstock begann Frank, Demomaterial mit neuen Songs aufzunehmen und in Clubs aufzutreten. Er starb 1999 an den Folgen einer Lungenentzündung am Tag nach seinem 56. Geburtstag.
Am 24. August 2019 veröffentlichte die Band Chromatics eine Cover-Version von I Want To Be Alone auf ihrer EP The Sound Of Silence.

## Diskografie

### Studioalbum
- 1965: Jackson C. Frank

#### Wiederveröffentlichungen
- 1978–2003: Jackson Again – Vinyl 1978, CD 1996, Vinyl & CD 2001, Doppel-CD 2003
- 2003: Blues Run The Game – Anthologie auf Doppel-CD mit allen (damals) verfügbaren Aufnahmen
- 2013: Forest of Eden – bis dahin unveröffentlichte Aufnahmen und Demos
- 2014: Jackson C. Frank
- 2014: Fixin to Die – weitere bis dahin unveröffentlichte Aufnahmen und Demos
- 2019: American Troubadour

### Single
- 1965: Blues Run the Game / Can’t Get Away From My Love